# 1993 في أستراليا
فيما يلي قوائم الأحداث التي وقعت خلال عام 1993 في أستراليا.

## سياسة

### تعيين في المنصب
- 13 مارس – سيلفيا سميث عضو مجلس النواب الأسترالي.
- 13 مارس – مارك فيل عضو مجلس النواب الأسترالي.

### انتهاء فترة المنصب
- 12 فبراير – بوب بروان عضو مجلس النواب تسمانيا من الجمعية.
- 1 مارس – جوان كيرنير Leader of the Opposition (Victoria) [الإنجليزية]‏.

## رياضة
- 1 يناير – بطولة العالم للشباب لكرة القدم 1993
- 7 نوفمبر – جائزة أستراليا الكبرى 1993 الفائز آيرتون سينا.

## أفلام
من الأفلام التي صدرت هذه السنة في أستراليا:
- 1 يناير – البيانو من إخراج جين كامبيون.

## مواليد

### يناير
- 5 يناير – أليكس بولت لاعب كرة مضرب أسترالي.
- 9 يناير – جوشوا هوك متسابق دراجات نارية أسترالي.
- 20 يناير – أوليفيا تومسون لاعبة كرة سلة أسترالية.

### فبراير
- 7 فبراير – كوري غاميرو لاعب كرة قدم أسترالي.

### مارس
- 7 مارس – جاكسون إرفين لاعب كرة قدم أسترالي.
- 11 مارس – ديمي هارمان ممثلة أسترالية.
- 23 مارس – كورتيس غود لاعب كرة قدم أسترالي.
- 25 مارس – جوشوا بريلانتي لاعب كرة قدم أسترالي.
- 29 مارس – تيسا لافي لاعبة كرة سلة أسترالية.

### أبريل
- 1 أبريل – ميتش نورتون لاعب كرة سلة أسترالي.
- 20 أبريل – مصطفى أميني لاعب كرة قدم أسترالي.

### مايو
- 19 مايو – جيسون كوبلر لاعب كرة مضرب أسترالي.

### يونيو
- 2 يونيو – آدم تاغارت لاعب كرة قدم أسترالي.
- 23 يونيو – ميشيل جينيك

### يوليو
- 20 يوليو – اليشا ديبنام كيري ممثلة أسترالية.
- 29 يوليو – جايمي ماكلارين لاعب كرة قدم أسترالي.

### أغسطس
- 11 أغسطس – أندرو ويتنغتون لاعب كرة مضرب أسترالي.
- 14 أغسطس – كاسي تومسون

### سبتمبر
- 2 سبتمبر – مونتانا كوكس عارضة أسترالية.
- 6 سبتمبر – جاك هايغ درّاج طريق أسترالي.
- 10 سبتمبر – سامانثا كر لاعبة كرة قدم أسترالية.

### نوفمبر
- 18 نوفمبر – كايل أدنام
- 26 نوفمبر – تيري أنتونيس لاعب كرة قدم أسترالي.